# Litoria wilcoxii
Litoria wilcoxii és una espècie d'amfibis de la família dels hílids. És endèmica d'Austràlia.